# اد بردلی
اد بردلی (انگلیسی: Ed Bradley; ۲۲ ژوئن ۱۹۴۱ – ۹ نوامبر ۲۰۰۶) روزنامه‌نگار اهل ایالات متحده آمریکا بود. وی بین سال‌های ۱۹۶۷ تا ۲۰۰۶ میلادی فعالیت می‌کرد و به خاطر ۲۶ سال فعالیتش در «برنامه ۶۰ دقیقه» کانال تلویزیونی سی‌بی‌اس نیوز که مجری مشهور آن بود موفق به دریافت جایزه شد. اد در طول فعالیت حرفه‌ای خود در تهیه خبر سقوط هوشی‌مین (سایگون) نقش داشت، او اولین خبرنگار تلویزیونی سیاهپوست بود که در پخش خبری‌اش به اخبار کاخ سفید پوشش خبری داد، اد همچنین مجری ثابت برنامه خبری یکشنبه شب‌ها بود. او بخاطر فعالیت‌هایش برنده چندین جایزه شد از جمله (جایزه پیبادی)، همچنین برنده جایزه دستاورد یک عمر فعالیت در انجمن ملی روزنامه‌نگاران سیاه‌پوست شد. علاوه بر این جایزه انجمن رادیو تلویزیونی اخبار پل وایت (روزنامه‌نگار) را دریافت کرد و مجموعاً برنده ۱۹ (جایزه امی) گردید.

## زندگی‌نامه
بردلی در شهر فیلادلفیا ،پنسیلوانیا به دنیا آمد. پدر و مادرش در دو سالگی طلاق گرفتند و پس از آن توسط مادرش گلادیس بزرگ شد به‌طوریکه برای تأمین مخارج زندگی دو شغله کار می‌کرد. بردلی نامش در کودکی «بوچ بردلی» بود، او در تابستان موفق شد پدرش را که در دیترویت صاحب رستوران و یک بنگاه فروش ماشین بود ببیند. اد نه ساله بود که مادرش او را در مدرسه سنت پراویدنس که یک مدرسه شبانه‌روزی خاص سیاه‌پوستان کاتولیک بود ثبت نام کرد، این مدرسه توسط خواهران راهبه در کورنولز هایتس، پنسیلوانیا اداره می‌شد. وی سپس در آکادمی مون سن چارلز، در وون‌ساکیت، رود آیلند شرکت کرد. اد در ۱۹۵۹ از دبیرستان پسران کاتولیک سنت توماس مور در فیلادلفیا غربی و سپس مدرسه دیگر خاص سیاه‌پوستان فارغ‌التحصیل شد. اد سپس برای ادامه تحصیلات به کالج ایالتی چینی (دانشگاه چینی پنسیلوانیا فعلی) در چینی، پنسیلوانیا رفت و در ۱۹۴۶ در رشته تحصیلات فارغ‌التحصیل شد. اولین کار وی تدریس کلاس ششم در مدرسه ابتدایی ویلیام بی مان در جامعه وینفیلد فیلادلفیا بود. او ابتدا به صورت رایگان و بعداً با حداقل دستمزد کار کرد. او در کلاس‌هایش برنامه‌های موسیقی، اخبار خوانی، و بازی‌های بسکتبال و سایر ورزش‌ها را آموزش می‌داد.

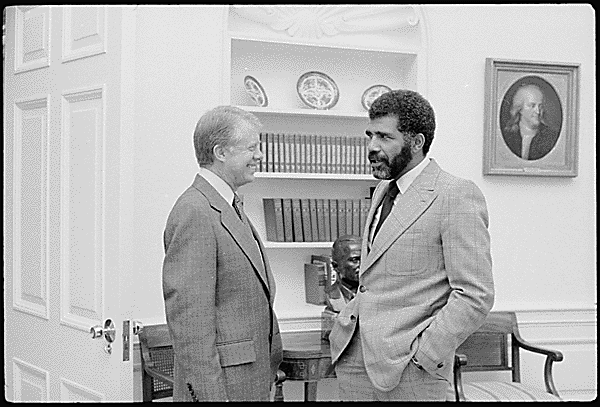
جیمی کارتر و اد بردلی ۱۹۷۸

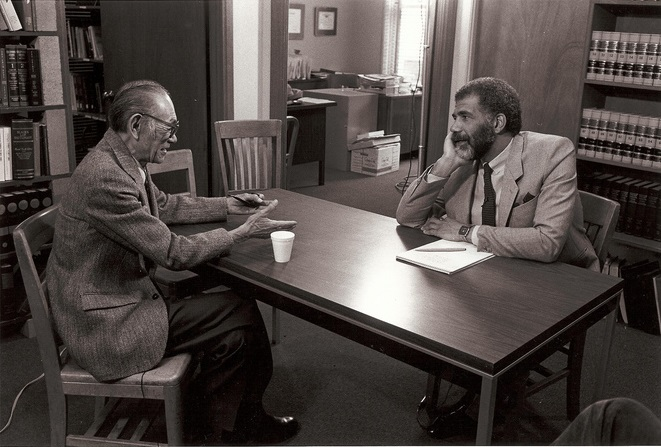
فرد کورماتسو حین مصاحبه با ۶۰ دقیقه

## فعالیت حرفه‌ای
در دهه ۱۹۶۰بردلی ابتدا در ایستگاه رادیویی WDAS-FM به تهیه گزارش از آشوب‌های فیلادلفیا پرداخت. در ۱۹۶۷ یک شغل تمام وقت در ایستگاه رادیویی WCBS متعلق به سی‌بی‌اس درشهر نیویورک پیدا کرد. در ۱۹۷۱ بردلی به پاریس، فرانسه نقل مکان کرد. در ابتدا با پس‌انداز خود زندگی می‌کرد، سرانجام پولش تمام شد و اجباراً با سی‌بی‌اس نیوز شروع به‌کار کرد و در آنزمان مذاکرات صلح پاریس را پوشش می‌داد. وی در ۱۹۷۲داوطلب شد تا برای تهیه گزارش از جنگ ویتنام و همچنین گذراندن وقت در پنوم‌پن به تهیه گزارش جنگ در کامبوج به سایگون منتقل شود. در آنجا بود که بر اثر اصابت خمپاره مصدوم شد و ترکش آن به پشت و بازوی وی رفت.
در ۱۹۷۴، اد به واشینگتن دی سی نقل مکان کرد، و در ۱۹۷۶ در حرفه خبرنگاری خود ارتقا یافت و موفق شد به مبارزات انتخاباتی کارتر پوشش خبری بدهد. پس از آن اد خبرنگار سی‌بی‌اس نیوز در کاخ سفید (اولین خبرنگار تلویزیونی سیاه‌پوست کاخ سفید) شد. در ۱۹۷۸ از او دعوت شد تا به کانال تلویزیونی CBS Reports منتقل شود. بردلی تا ۱۹۸۱به عنوان خبرنگار اصلی CBS فعالیت داشت. وی همچنین از ۱۹۷۶تا ۱۹۸۱مجری اخبار یکشنبه شب CBS بود. در آن سال، والتر کرونکیت مجری اصلی برنامه خبری شب سی‌بی‌اس کناره‌گیری کرد و جایگزین وی در ۶۰ دقیقه دن رادر شد، برنامه ای که متعاقباً توسط بردلی اجرا شد.
طی ۲۶ سالی که بردلی مجری برنامه ۶۰ دقیقه بود نزدیک به بیش از ۵۰۰ داستان خبری را پوشش خبری داد، او تقریباً به هر اخبار ممکن پوشش می‌داد، از موضوعات «سنگینی» مثل جنگ، سیاست، فقر و فساد، گرفته تا مقالات سبکتر بیوگرافی یا خبرهای ورزش، موسیقی و آشپزی از جمله او با هاوارد استرن، لارنس الیویه، معاون فرمانده شورشی مارکوس، تیموتی مک‌وی، نیل آرمسترانگ، مایکل جکسون، میک جگر، بیل بردلی، جرج برنز ۹۲ساله و مایکل جردن مصاحبه کرد و همچنین اولین مصاحبه تلویزیونی‌ای که انجام داد با باب دیلن بود. بردلی طی ۲۰ سال کار حرفه‌ای برخی از لحظات عجیب و غریب در مصاحبه‌هایش داشت از جمله بازی بلک جک با ری چارلز پیانیست نابینا، مصاحبه با یک ژنرال شوروی در یک سونای روسی. او در یک بازی نمایشی و فکاهی مقابل محمدعلی کلی قرار گرفت. قسمت مورد علاقه بردلی برنامه ۶۰ دقیقه بود. او همچنین به عنوان یک خبرنگار ۴۰ ساله با خواننده ۶۴ ساله لنا هورن مصاحبه کرد. او گفت، «اگر من به دروازه‌های مروارید رسیدم» و سنت پیتر گفت، «چه کاری انجام داده‌ای که مستحق ورود باشی؟» من فقط می‌گفتم: «آیا داستان لنا هورن من را دیدی؟»
در مجری‌گری، بردلی به خاطر سبکش معروف بود. وی اولین خبرنگار مردی بود که به‌طور مرتب گوشواره به گوش می‌کرد. در سال ۱۹۸۶ وی گوش چپ خود را سوراخ کرد، وی در این خصوص گفت او در پی مصاحبه با لایزا مینلی و تشویق این بازیگر از او الهام گرفته‌است. بردلی همچنین تاکنون تنها مجری مرد ۶۰ دقیقه بوده‌است که گوشواره به گوش می‌کرد، هرچند که خبرنگاران مرد از دیگر برنامه‌های شبکه از جمله جیم ونس، جی شادلر و هارولد داو، بعداً با گوشواره پشت دوربین قرار گرفتند. با اینحال بردلی علاوه بر ۶۰ دقیقه در مجله خبری «داستان‌های خیابانی» که از ۱۹۹۲تا ۱۹۹۳ جریان داشت در CBS مجری آن بود.

## ۶۰ دقیقه
در طول ۲۶ سال فعالیت بردلی در ۶۰ دقیقه، او بیش از ۵۰۰ برنامه اجرا کرد که تقریباً هر نوع اخبار ممکن را پوشش می‌داد، از بخش‌های «سنگین» در مورد جنگ، سیاست، فقر، و فساد، تا بخش‌هایی از بیوگرافی‌های سبک‌تر، و داستان‌هایی در مورد ورزش. موسیقی، و آشپزی از جمله برنامه او با هاوارد استرن، لارنس اولیویه، معاون فرمانده مارکوس، تیموتی مک وی، نیل آرمسترانگ، مایکل جکسون، میک جگر، بیل بردلی، مایکل جردن و جورج برنز ۹۲ ساله مصاحبه کرد و همچنین اولین مصاحبه تلویزیونی را در ۲۰ سالگی با باب دیلن انجام داد.
برخی از لحظات عجیب‌تر او شامل بازی بلک‌جک با ری چارلز نابینا، مصاحبه با ژنرال شوروی در سونای روسی و شوخی عملی توسط محمد علی با او بود. بخش مورد علاقه بردلی در ۶۰ دقیقه زمانی بود که به عنوان یک خبرنگار ۴۰ ساله با خواننده ۶۴ ساله لنا هورنای مصاحبه کرد. او گفت: "اگر به دروازه‌های مروارید رسیدم و سنت پیتر گفت: "چه کرده‌ای که مستحق ورود شدی؟" وی پاسخ داد من فقط می‌گویم: "داستان لنا هورنای من را دیدی؟"
در برنامه ۶۰ دقیقه، بردلی به خاطر حس سبک بودنش معروف بود. او اولین خبرنگار مردی بود که به‌طور مرتب با گوشواره روی آنتن می‌رفت. بردلی در سال ۱۹۸۶ گوش چپ خود را سوراخ کرد و در این باره گفت پس از تشویق و به‌دنبال مصاحبه با لایزا مینلی بازیگر، مینلی الهام‌بخش این کار شد. او همچنین تاکنون تنها مرد مجری ۶۰ دقیقه‌ای است که این کار را انجام داده‌است، اگرچه خبرنگاران مرد سایر برنامه‌های شبکه، از جمله جیم ونس، جی شادلر و هارولد داو، بعداً با گوشواره‌هایی جلوی دوربین ظاهر شدند. بردلی همچنین از سال ۱۹۹۲ تا ۱۹۹۳ علاوه بر ۶۰ دقیقه، مجری برنامه مجله خبری «داستان‌های خیابان» در شبکه سی‌بی‌اس بود.

## زندگی شخصی
گرچه بردلی هرگز صاحب فرزندی نشد، او با پاتریشیا بلانشت هنرمند متولد هائیتی ازدواج کرد. اد در اولین ملاقات با او در موزه هنر آفریقایی نیویورک که مدیر توسعه موزه بود آشنا شد. با وجود اختلاف سنی (پاتریشیا ۲۴سال از او کوچکتر بود)، بردلی قبل از ازدواج در یک مراسم خصوصی در وودی کریک، کلرادو با وی شرکت کرد، سپس در همان منطقه ده سال ساکن بودند. بردلی همچنین دو خانه در نیویورک داشت یکی در شرق همپتون و دیگری در شهر نیویورک.
در اوایل دهه ۱۹۷۰، بردلی رابطه عاشقانه کوتاهی با جسیکا ساویچ پیدا کرد، وی در آن زمان دستیار اداری سی‌بی‌اس نیوز بود و بعداً مجری شبکه ان‌بی‌اس شد. پس از پایان این رابطه، بردلی و ساویچ تا زمان مرگش در سال ۱۹۸۳باهم به یک رابطه اجتماعی و شغلی غیر عاشقانه ادامه دادند.
بردلی به عشق ورزیدن به انواع موسیقی شهرت داشت. او به ویژه از علاقه‌مندان موسیقی جاز بود. وی بیش از یک دهه تا کمی قبل از مرگ خود میزبان جاز توزیع برندگان جایزه پی‌بادی در مرکز لینکلن در رادیو عمومی ملی بود. بردلی همچنین یکی از طرفداران بزرگ برادران نویل بود، با این گروه روی صحنه برنامه اجرا می‌کرد و به عنوان «پنجمین برادر نویل» شناخته می‌شد. بردلی همچنین با جیمی بافت دوست بود و غالباً با او با نام «تدی» در صحنه حضور داشت. بردلی توانایی موسیقی محدودی داشت و فرکانس آوازی خوبی نداشت، اما معمولاً با خواندن آهنگ‌های کلاسیک ۱۹۵۱ توسط بیلی وارد و دومینوها، در «مرد ۶۰ دقیقه» لبخند می‌زد.

## مرگ
بردلی در ۹ نوامبر ۲۰۰۶، در بیمارستان مون سینای در منهتن، در اثر عارضه سرطان خون غدد لنفاوی درگذشت. او ۶۵ ساله بود.

## میراث
در سال ۱۹۹۴، بردلی بورسیه اد برادلی را ایجاد کرد که هر ساله توسط بنیاد انجمن اخبار دیجیتال رادیو تلویزیون (RTDNF) ارائه می‌شود. این جایزه به خاطر قدردانی از میراث بردلی و کمک به روزنامه‌نگاری به روزنامه نگاران مشتاق برجسته اعطا می‌شود.
بردلی که همواره در رقابت‌های نیویورک نیکس شرکت می‌کرد در ۱۳ نوامبر ۲۰۰۶، این تیم با احترام به بردلی و یک دقیقه سکوت از او تقدیر کرد. در اولین برنامه ۶۰دقیقه پس از مرگ بردلی، دوست دیرینه اش وینتون مارسالیس با اجرای ترومپت انفرادی خود به احترام بردلی برنامه را به پایان برد و برخی از موسیقی‌هایی را که بردلی دوست داشت را به بهترین نحو ممکن اجرا کرد.
ستون نویس کلارنس پیج دراین زمینه نوشت:
«وقتی بردلی در یک محله طبقه کارگر در فیلادلفیا رشد کرد، افراد به او می‌گفتند او می‌تواند هر آن چیزی را که اختیار کند، می‌تواند باشد. او به آنها نشان داد که می‌توان شد. … در روزگاری که هنوز درهای فرصت کاملاً به روی سیاه‌پوستان آمریکایی باز نشده بود، بردلی این سیستم را به چالش کشید. او سخت کار کرد و خودش را آماده نمود. او خود را به روی دنیا گشود و به دنیا جرأت داد تا او را به رسمیت بشناسند. او زیاده خواه بود و موفق شد. با تشکر از نمونه‌هایی مانند او، بقیه ما می‌دانیم که می‌توانیم موفق شویم.»
بردلی بیش از ۲۰سال بلیط فصلی نیویورک نیکس را در اختیار داشت. در ۱۳ نوامبر ۲۰۰۶، در پی مرگ بردلی در برنامه ۶۰دقیقه یک دقیقه سکوت اعلام شد، دوست دیرینه وی وینتون مارسالیس با نواخت یک شیپور انفرادی برنامه را تعطیل کرد و موسیقی‌هایی را که بردلی از همه بیشتر دوست داشت را پخش نمود.
در سال ۱۹۹۴، به افتخار بردلی بورس تحصیلی اد بردلی ایجاد شد و از آن زمان هر ساله توسط بنیاد انجمن اخبار دیجیتال رادیو تلویزیون به خبرنگاران برجسته مشتاق در تشخیص میراث بردلی و کمک به روزنامه‌نگاری ارائه می‌شود.
در ۱۶ ژوئن ۲۰۱۸، نقاشی دیواری فیلادلفیا که از بردلی تجلیل می‌کند در مراسمی به او اهدا گردید.
در مارس ۲۰۱۲، هیئت علمی م مؤسسه روزنامه‌نگاری آرتور ال کارتر در دانشگاه نیویورک، اد بردلی را به همراه «۱۰۰ روزنامه‌نگار برجسته آمریکایی از اثرگذارترین‌ها در ۱۰۰سال گذشته» انتخاب کردند.

## جوایز و افتخارات
جوایز و افتخارات برگزیده دریافت شده توسط بردلی عبارتند از:
- جایزه امی ۲۰بار[۱۴][۱۵][۱۶]

| سال  | کار شناخته شده | جایزه/ افتخار                                      | سازمان                                                   | منابع                |  |
| ---- | --- | -------------------------------------------------- | -------------------------------------------------------- | -------------------- |  |
| ۱۹۷۹ | گزارش سی‌بی‌اس در اخبار یکشنبه صبح همراه با والتر کرونکیت در اخبار شامگاهی سی‌بی‌اس، در پوشش خبری دادن به درگیری در ویتنام و کامبوج، و پناهندگان کامبوجی | جایزه جورج پولک برای تلویزیون خارجی                | دانشگاه لانگ آیلند                                       | [ ۱۷ ] [ ۱۸ ] [ ۱۹ ] |  |
| ۱۹۷۹ | برنامه مجله در اخبار سی بی اس، پوشش درگیری کامبوج | جایزه آلفرد دوپونت- دانشگاه کلمبیا                 | دانشکده روزنامه‌نگاری فارغ‌التحصیل دانشگاه کلمبیا          | [ ۱۹ ]               |  |
| ۱۹۷۹ | مستند گزارش سی‌بی‌اس «مردم در قایق» | جایزه باشگاه مطبوعات خارج از کشور                  | باشگاه خبرنگاران برون مرزی                               | [ ۱۹ ]               |  |
| ۱۹۷۹ | مستند گزارش سی‌بی‌اس «مردم در قایق» | تقدیر                                              | جشنواره بین‌المللی آکادمی هنرهای فیلم و تلویزیون بریتانیا | [ ۱۷ ]               |  |
| ۱۹۷۹ | مستند گزارش سی‌بی‌اس «مردم در قایق» | جایزه امی                                          | آکادمی علوم و هنرهای تلویزیونی                           | [ ۱۷ ]               |  |
| ۱۹۷۹ | مستند گزارش سی‌بی‌اس «مردم در قایق» | جایزه آلفرد دوپونت- دانشگاه کلمبیا                 | دانشکده روزنامه‌نگاری فارغ‌التحصیل دانشگاه کلمبیا          | [ ۱۷ ] [ ۱۹ ]        |  |
| ۱۹۷۹ | مستند گزارش سی‌بی‌اس «مردم در قایق» | جایزه ادوارد آر مارو                               | باشگاه خبرنگاران برون مرزی                               | [ ۱۷ ]               |  |
| ۱۹۷۹ | گزارش سی بی اس، با تمام سرعت عمدی. درمورد "سیاهان در آمریکا                                                                                          | جایزه امی                                          | آکادمی علوم و هنرهای تلویزیونی                           | [ ۱۷ ] [ ۱۹ ]        |  |
| ۱۹۷۹ | گزارش سی بی اس، با تمام سرعت عمدی. درمورد "سیاهان در آمریکا                                                                                          | جایزه آلفرد دوپونت- دانشگاه کلمبیا                 | دانشکده روزنامه‌نگاری فارغ‌التحصیل دانشگاه کلمبیا          | [ ۱۷ ] [ ۱۹ ]        |  |
| ۱۹۷۹ | CBS Reports, "The Boston Goes to China" | جایزه امی                                          | Academy of Television Arts & Sciences                    | [ ۱۹ ]               |  |
| ۱۹۷۹ | CBS Reports, "The Boston Goes to China" | جایزه پیبادی                                       | National Association of Broadcasters                     | [ ۱۹ ]               |  |
| ۱۹۷۹ | CBS Reports, "The Boston Goes to China" | جایزه ایالت اوهایو                                 | Ohio State University Broadcasting Commission            | [ ۱۹ ]               |  |
| ۱۹۸۳ | 60 Minutes report, "Lena", about Lena Horne | جایزه امی                                          | Academy of Television Arts & Sciences                    | [ ۱۷ ] [ ۱۹ ] [ ۲۰ ] |  |
| ۱۹۸۳ | 60 Minutes report, "In the Belly of the Beast" | جایزه امی                                          | Academy of Television Arts & Sciences                    | [ ۱۷ ] [ ۱۹ ] [ ۲۰ ] |  |
| ۱۹۸۵ | 60 Minutes report, "Schizophrenia" | جایزه امی                                          | Academy of Television Arts & Sciences                    | [ ۱۷ ]               |  |
| ۱۹۸۷ | 60 Minutes report, "Michele" | جایزه امی                                          | Academy of Television Arts & Sciences                    | [ ۲۰ ]               |  |
| ۱۹۹۱ | 60 Minutes, "Made in China" | جایزه امی                                          | Academy of Television Arts & Sciences                    | [ ۱۹ ]               |  |
| ۱۹۹۱ | 60 Minutes, "Made in China" | جایزه آلفرد دوپونت- دانشگاه کلمبیا                 | Columbia University Graduate School of Journalism        | [ ۱۹ ]               |  |
| ۱۹۹۳ | 60 Minutes, "Caitlin's Story" | جایزه امی                                          | Academy of Television Arts & Sciences                    | [ ۱۹ ]               |  |
| ۱۹۹۳ | Street Stories, "Withholding Information" | جایزه امی                                          | Academy of Television Arts & Sciences                    | [ ۲۱ ]               |  |
| ۱۹۹۴ | 60 Minutes, "Semipalatinsk", on impact of nuclear testing in Semipalatinsk Test Site, Kazakhstan                                                     | جایزه آلفرد دوپونت- دانشگاه کلمبیا                 | Columbia University Graduate School of Journalism        | [ ۱۸ ] [ ۱۹ ]        |  |
| ۱۹۹۴ | 60 Minutes, Investigation into U.S. and Russian army facilities                                                                                      | جایزه باشگاه مطبوعات خارج از کشور                  | Overseas Press Club                                      | [ ۱۹ ]               |  |
| ۱۹۹۵ | CBS Reports: In the Killing Fields of America | جایزه آلفرد دوپونت- دانشگاه کلمبیا                 | Robert F. Kennedy Human Rights                           | [ ۱۹ ] [ ۲۲ ]        |  |
| ۱۹۹۵ | 60 Minutes, "Semipalatinsk" | جایزه امی                                          | Academy of Television Arts & Sciences                    | [ ۱۹ ]               |  |
| ۱۹۹۷ | 60 Minutes, "Big Man, Big Voice" | جایزه پیبادی                                       | National Association of Broadcasters                     | [ ۱۹ ]               |  |
| ۱۹۹۷ | CBS Reports, "Enter the Jury Room" | جایزه آلفرد دوپونت- دانشگاه کلمبیا                 | Columbia University Graduate School of Journalism        | [ ۱۹ ]               |  |
| ۱۹۹۷ | Body of journalism work | جایزه سازنده تاریخ سیاه                            | Associated Black Charities, New York                     | [ ۲۳ ]               |  |
| ۱۹۹۸ | Ed Bradley on Assignment, "Town Under Siege" | جایزه امی                                          | Academy of Television Arts & Sciences                    | [ ۲۴ ]               |  |
| ۲۰۰۰ | 60 Minutes II African AIDS report, "Death by Denial"                                                                                                 | جایزه پیبادی                                       | National Association of Broadcasters                     | [ ۱۵ ] [ ۱۹ ] [ ۲۵ ] |  |
| ۲۰۰۰ | Noteworthy work in field of electronic reporting | جایزه پل وایت                                      | Radio and Television Digital News Association            | [ ۱۵ ] [ ۱۹ ] [ ۲۶ ] |  |
| ۲۰۰۱ | 60 Minutes report, "Timothy McVeigh" | جایزه امی                                          | Academy of Television Arts & Sciences                    | [ ۱۹ ] [ ۲۰ ]        |  |
| ۲۰۰۱ | 60 Minutes II, "Death by Denial" | جایزه امی                                          | Academy of Television Arts & Sciences                    | [ ۲۷ ]               |  |
| ۲۰۰۱ | 60 Minutes II, "Ten Extraordinary Women" | جایزه امی                                          | Academy of Television Arts & Sciences                    | [ ۲۷ ]               |  |
| ۲۰۰۲ | 60 Minutes, "An American Town" | جایزه امی                                          | Academy of Television Arts & Sciences                    | [ ۲۸ ]               |  |
| ۲۰۰۲ | 60 Minutes II, "Columbine" | جایزه امی                                          | Academy of Television Arts & Sciences                    | [ ۲۸ ]               |  |
| ۲۰۰۳ | Lifetime Achievement Award | جایزه امی                                          | Academy of Television Arts & Sciences                    | [ ۱۹ ]               |  |
| ۲۰۰۳ | 60 Minutes, "Unhealthy Diagnosis", reports on unnecessary heart surgeries by a hospital corporation                                                  | جایزه امی                                          | Academy of Television Arts & Sciences                    | [ ۲۹ ]               |  |
| ۲۰۰۳ | 60 Minutes II, "A New Lease on Life", reports on those suffering from brain cancer                                                                   | جایزه امی                                          | Academy of Television Arts & Sciences                    | [ ۱۹ ]               |  |
| ۲۰۰۳ | 60 Minutes II, "The Catholic Church on Trial", report on Catholic Church sexual abuse cases                                                          | جایزه امی                                          | Academy of Television Arts & Sciences                    | [ ۱۹ ] [ ۳۰ ]        |  |
| ۲۰۰۳ | Body of journalism work | جایزه دیمون رانیون برای ارتقاء روزنامه‌نگاری حرفه‌ای | Denver Press Club                                        | [ ۳۱ ]               |  |
| ۲۰۰۴ | 60 Minutes, "Alice Coles of Bayview" | جایزه امی                                          | Academy of Television Arts & Sciences                    | [ ۳۲ ] [ ۳۳ ]        |  |
| ۲۰۰۵ | Body of work, being one of the first African Americans to break into network television news                                                         | جایزه یک عمر دستاورد                               | National Association of Black Journalists                | [ ۱۵ ]               |  |
| ۲۰۰۵ | 60 Minutes, "The Murder of Emmett Till" | جایزه امی                                          | Academy of Television Arts & Sciences                    | [ ۳۴ ] [ ۳۵ ] [ ۳۶ ] |  |
| ۲۰۰۵ | Body of journalism work | جایزه اصلاحیه اول لئونارد                          | Radio Television Digital News Association                | [ ۳۷ ] [ ۳۸ ]        |  |
| ۲۰۰۶ | 60 Minutes, "First Man" | جایزه امی                                          | Academy of Television Arts & Sciences                    | [ ۳۹ ] [ ۴۰ ]        |  |
| ۲۰۰۶ | Body of journalism work | جایزه تعالی لو کلاین در رسانه                      | Klein College of Media and Communication                 | [ ۳۱ ]               |  |
| ۲۰۰۷ | 60 Minutes, "The Duke Rape case" | جایزه پیبادی                                       | National Association of Broadcasters                     | [ ۴۱ ] [ ۴۲ ]        |  |
| ۲۰۰۷ | 60 Minutes, "The Duke Rape case" | جایزه امی                                          | Academy of Television Arts & Sciences                    | [ ۴۳ ] [ ۴۴ ]        |  |
| ۲۰۰۷ | 60 Minutes, "Hunting the Homeless" | جایزه امی                                          | Academy of Television Arts & Sciences                    | [ ۴۵ ]               |  |
| ۲۰۰۷ | Body of work over journalism career | تالار مشاهیر پیشگامان پخش                          | Broadcast Pioneers of Philadelphia                       | [ ۴۶ ]               |  |
| ۲۰۱۷ | 48 Hours, ""Muhammad Ali: Remembering a Legend" | جایزه امی                                          | Academy of Television Arts & Sciences                    | [ ۴۷ ] [ ۴۸ ]        |  |